# 完颜斡鲁古
完颜斡鲁古（11世纪？—1122年），又作完颜斡里古，金朝开国功臣，女真族，完颜氏。
辽天祚帝天庆四年（1114年），跟随阿骨打攻打辽国，与阿鲁抚谕斡忽、急赛两路系辽女真人，击斩辽朝节度使挞不野，迫降酷辇岭阿鲁台罕等十四太弯及斡忽、急赛两路。在咸州西击杀辽国都统实娄，攻克咸州，收降陁满忽吐及邻部户七千，击败辽将喝补。因功被任命为咸州军帅。金太祖收國二年（1116年），辅佐斡鲁在东京（今辽宁辽阳市）镇压高永昌渤海起事军。天辅元年（1117年），与完颜迪古乃、完颜娄室等率军二万，击败辽朝秦晋国王耶律涅里。率领一万兵驻守东京。攻显州，击败郭藥師。在蒺藜山大败涅里，追至阿里真陂。攻克显州，收降乾州、懿州、豪州、徽州、成州、川州、惠州等州。驻军显州，居功自傲。天辅二年，被劾里保、双古等所弹劾，因他在中京（今内蒙古宁城县西大明城）不追袭辽天祚帝，谎报咸州粮草，攻显州获生口财富多为自取，问罪降为谋克。天辅六年，征牛心山，中道病卒。金世宗大定十五年（1175年），追谥庄翼。